# Albertkupplung

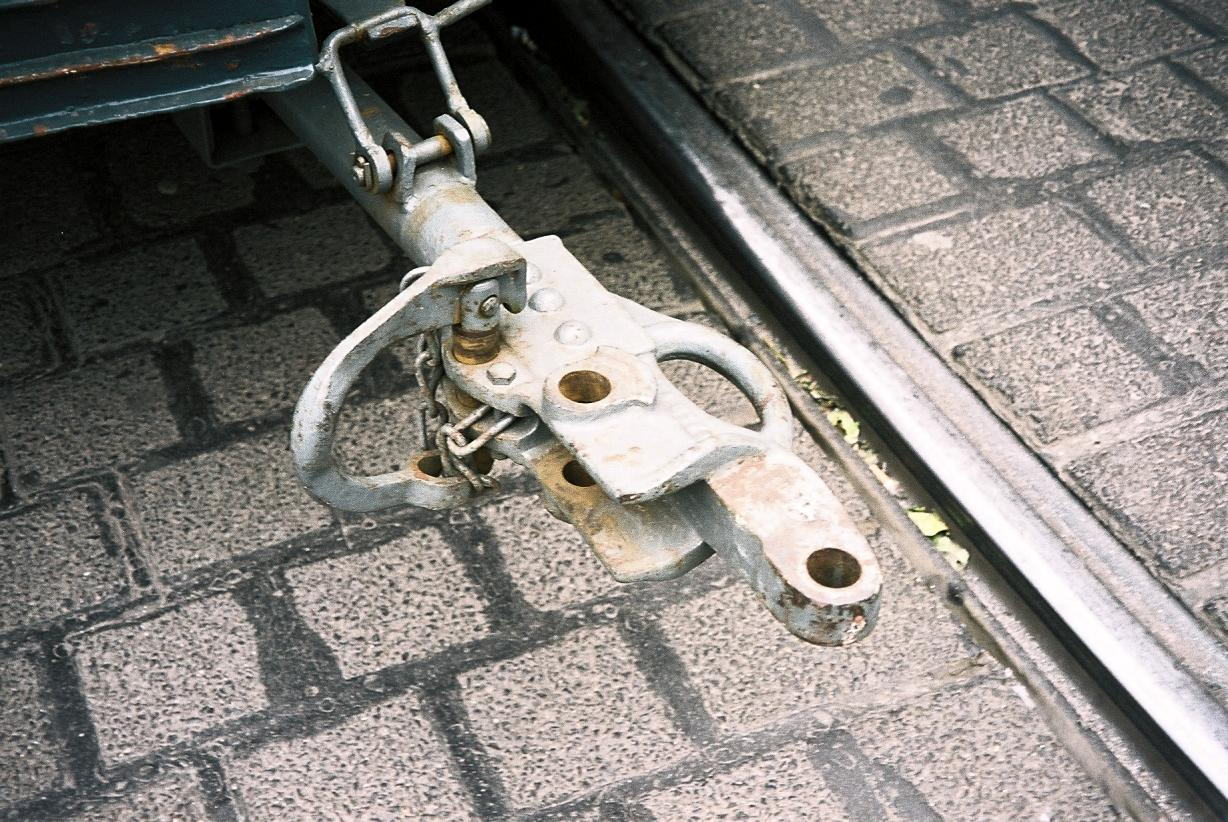
Albertkupplung an einem Straßenbahnwagen in ungekuppeltem Zustand

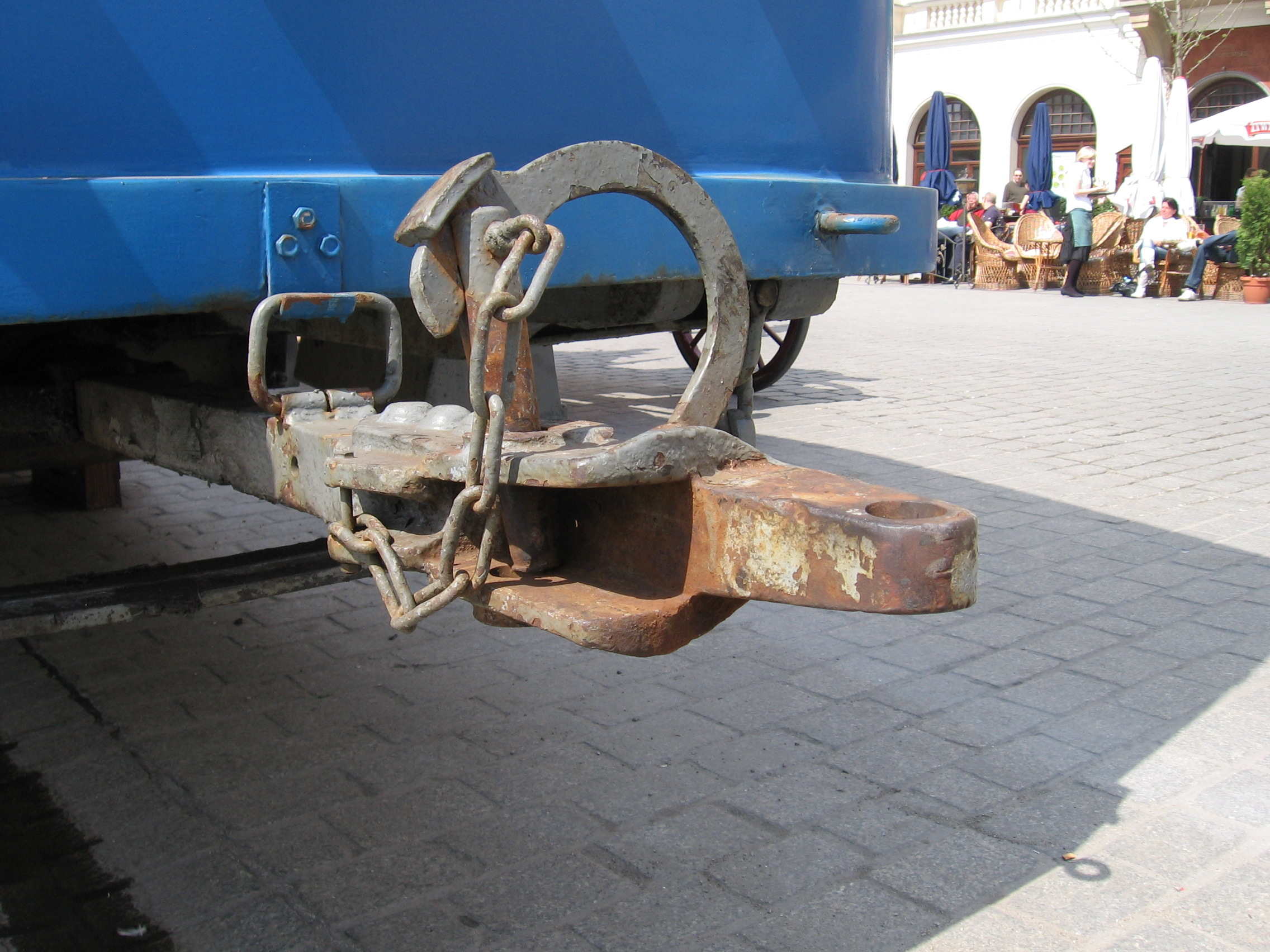
Seitenansicht einer Albertkupplung in ungekuppeltem Zustand

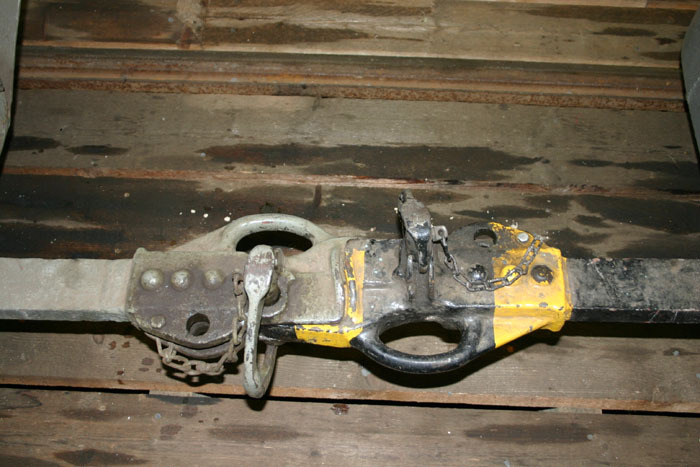
Draufsicht auf zwei gekuppelte Albertkupplungen

Die Albertkupplung ist eine insbesondere bei Straßenbahnwagen verwendete starre Mittelpufferkupplung. Sie überträgt Zug- sowie Druckkräfte. Das Kuppeln und Entkuppeln erfolgt manuell. Sie ist benannt nach ihrem Erfinder Karl Albert, einem früheren Direktor der Krefelder Straßenbahn.

## Aufbau
Die Albertkupplung besteht aus einem metallischen Kuppelkopf. Der Kuppelkopf besitzt auf der rechten Seite einen Zapfen sowie auf der linken Seite eine Nut. Zapfen und Nut sind so geformt, dass im gekuppelten Zustand der Zapfen des einen Fahrzeugs in die Nut des anderen passt. Die Übertragung der Zug- und Druckkräfte erfolgt durch Metallstifte, die von oben durch passende Bohrungen im Zapfen und in der Nut gesteckt werden.
Der Kuppelvorgang erfolgt in mehreren Schritten. Zunächst werden die zu kuppelnden Wagen so aneinander gefahren, dass ihr Abstand geringer als in gekuppeltem Zustand ist und einer der Stifte eingesteckt. Die beiden Kupplungen bilden in diesem Zustand nicht zwangsläufig eine Linie. Anschließend wird die Kupplung gestreckt, indem der Abstand zwischen beiden Fahrzeugen vergrößert wird, bis die beiden Kupplungen in einer Linie liegen. Anschließend wird der zweite Stift eingesteckt. Im Gegensatz zu Trompetenkupplungen erfolgt der Kuppelvorgang im Stand. Die Unfallgefahr ist deutlich geringer, da der Rangierer nicht zwischen sich bewegende Fahrzeuge treten und auch keine Kupplungsteile mit der Hand führen muss. Erforderliche Leitungsverbindungen sind anschließend ebenfalls manuell herzustellen.

## Verbreitung
Aufgrund ihrer Vorteile gegenüber den traditionell bei Straßenbahnen verwendeten Trompetenkupplungen fand die Albertkupplung in der Zwischenkriegszeit Verwendung bei zahlreichen Straßenbahnbetrieben in Deutschland. Sie konnte allerdings nie die Trompetenkupplungen vollständig verdrängen, da viele Straßenbahnbetriebe die Kosten für die Umrüstung scheuten.
Inzwischen gilt die Albertkupplung als technisch überholt, da mit der Scharfenbergkupplung und der BSI-Kompaktkupplung modernere Kupplungsbauarten verfügbar sind, die automatisches Kuppeln und Entkuppeln erlauben und neben der mechanischen Verbindung der Fahrzeuge auch elektrische Verbindungen und Druckluftleitungen kuppeln können. Daher findet man Albertkupplungen heute – bis auf wenige Ausnahmen – nur noch an historischen Fahrzeugen, Dienstfahrzeugen oder als Notkupplung an Wagen, die nicht für Mehrfachtraktion oder die Mitnahme von Beiwagen ausgelegt sind. Bei Wagen, die in der Regel längere Zeit gekuppelt verkehren und nur selten getrennt werden, verwenden einige Betriebe Albertkupplungen weiterhin. Als Notkupplung für Abschleppmanöver bei technischen Störungen oder Unfällen wird sie auch bei neueren Wagen wie etwa den Transtech Artic oder Bombardier Flexity 2 verwendet. Der Vorteil gegenüber selbsttätig kuppelnden Mittelpufferkupplungen ist die deutlich kleinere und leichtere Ausführung, die sich einfacher in den Wagen unterbringen lässt. Es gibt auch Kupplungsschäfte mit einem zusätzlichen Gelenk, die sich einklappen und mit Schürzen abdecken lassen. Für das Verbinden mit selbstständig kuppelnden Mittelpuffer- sowie Trompetenkupplungen gibt es vergleichsweise einfache Übergangskupplungen.

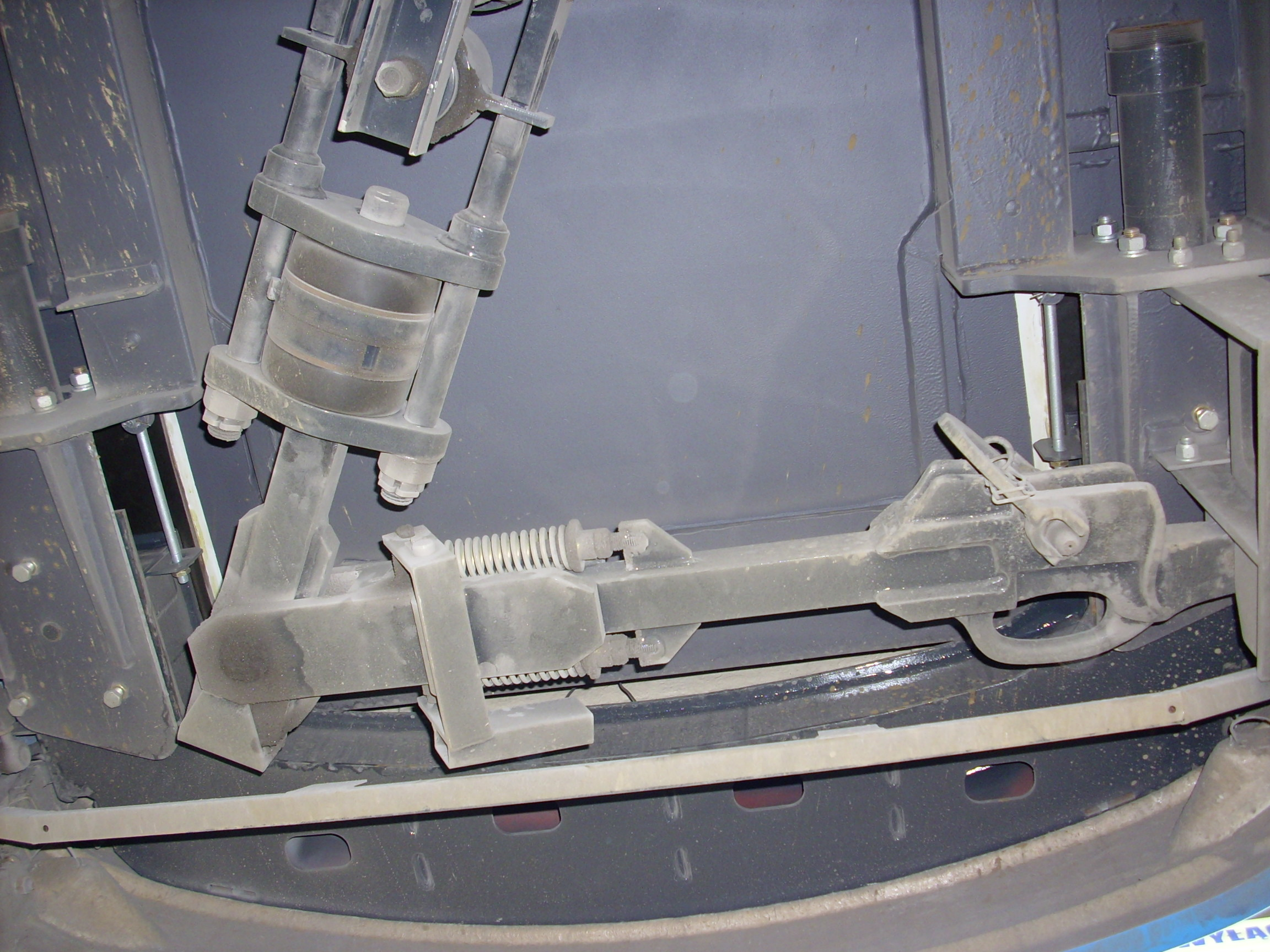
eingeklappte Albertkupplung, (Škoda 16T, Ansicht von unten)
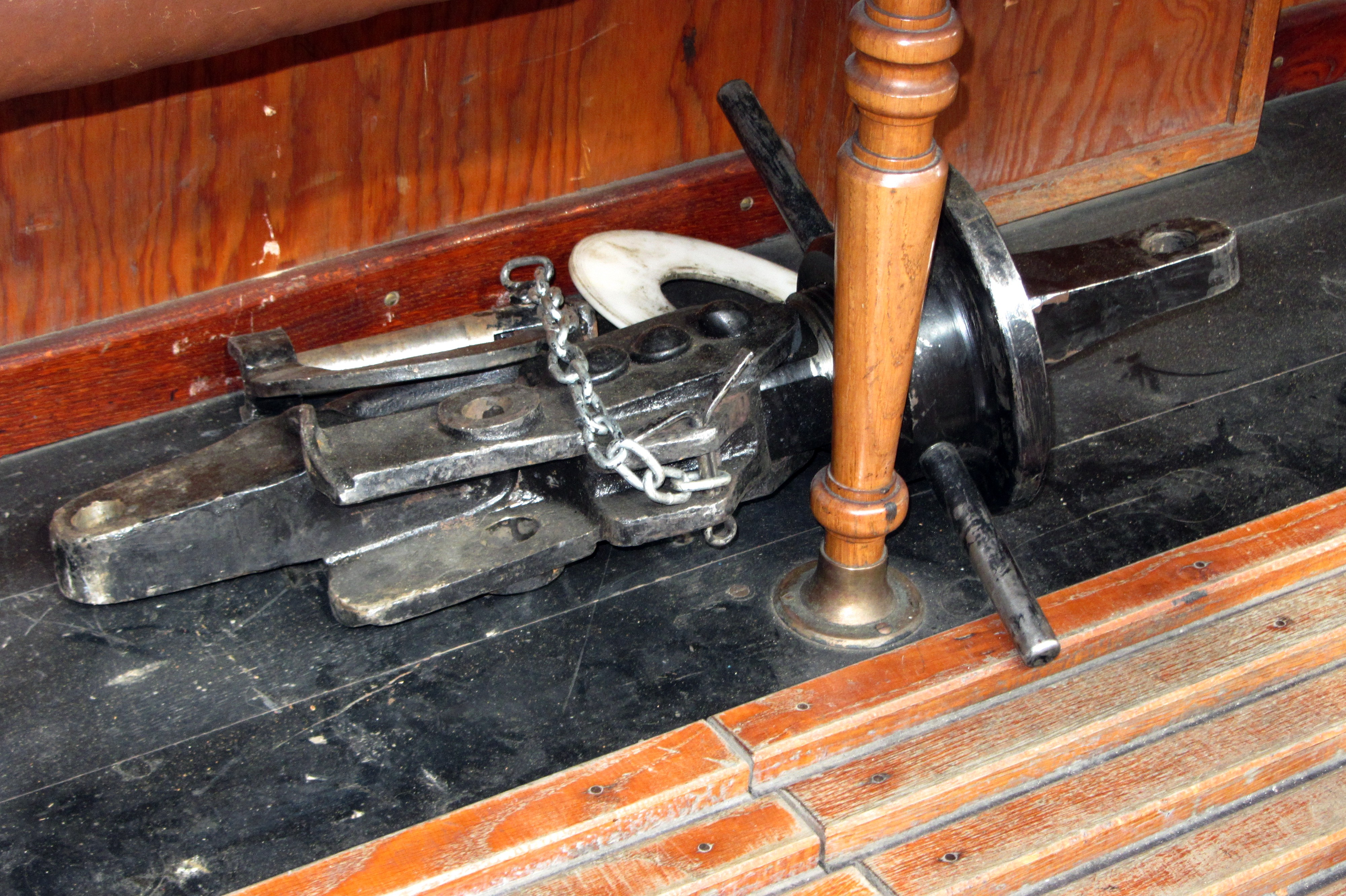
Übergangskupplung zwischen Albert- und Wiener Lochpufferkupplung, Krakau